# Onychothemis testacea
Onychothemis testacea là loài chuồn chuồn trong họ Libellulidae. Loài này được Laidlaw mô tả khoa học đầu tiên năm 1902.

## Hình ảnh

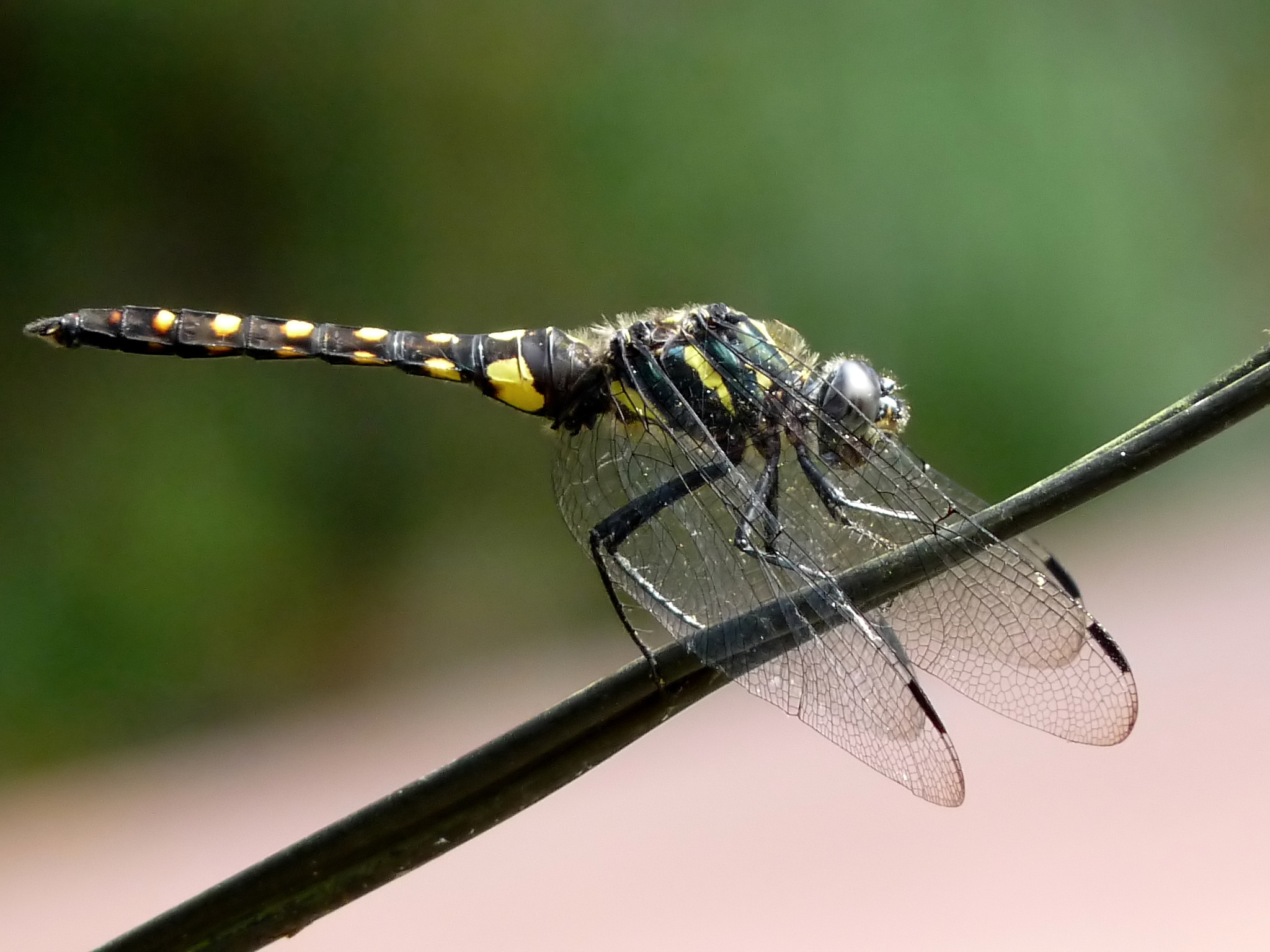
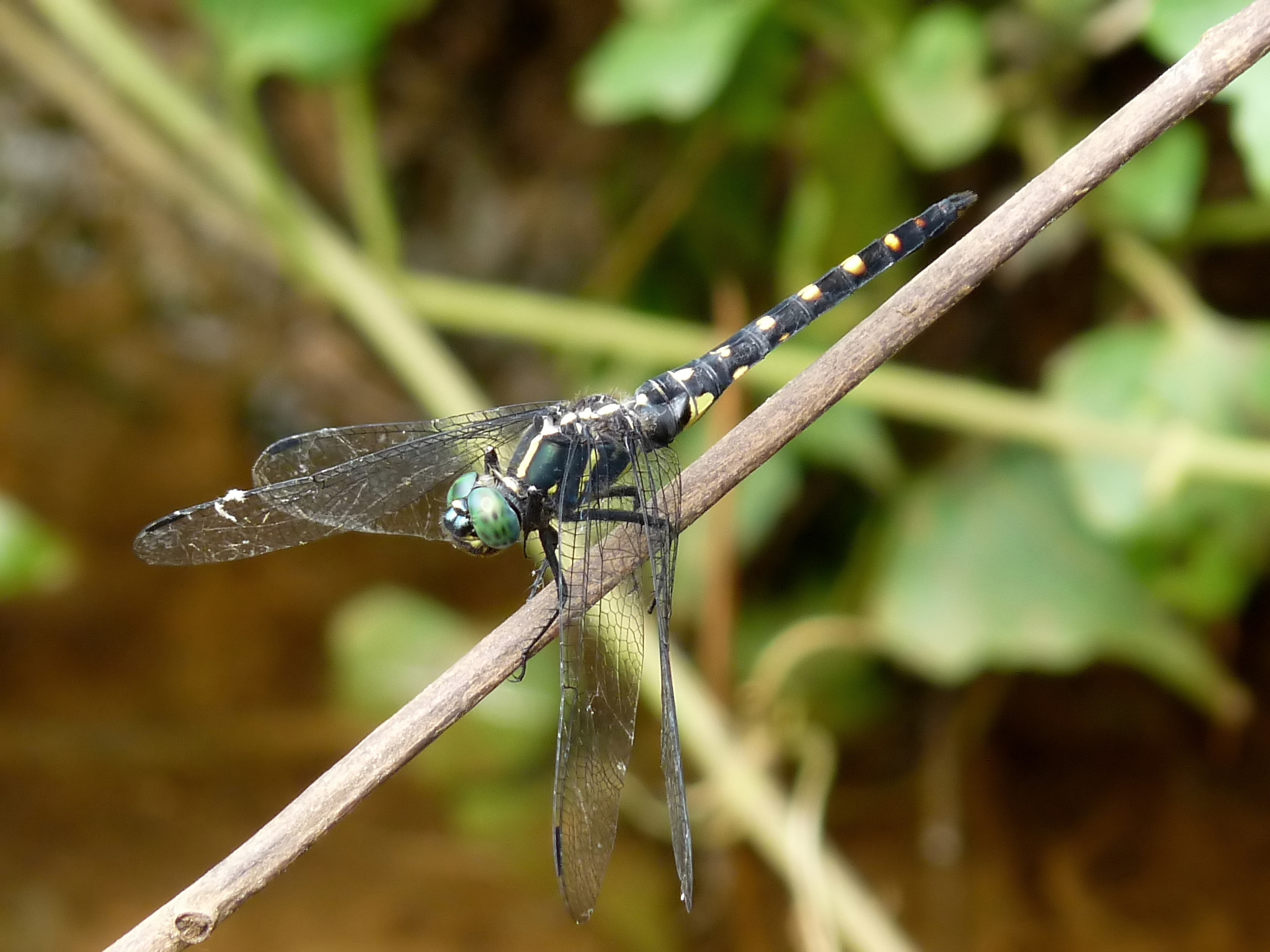